# Fiodor Dadonow
Fiodor Nikiticz Dadonow (ros. Фёдор Никитич Дадонов, ur. 1905, zm. ?) – radziecki działacz partyjny i państwowy.

## Życiorys
Od 1926 należał do WKP(b), w latach 1943-1949 był II sekretarzem Komitetu Obwodowego WKP(b) w Czelabińsku, a w latach 1949-1950 sekretarzem Czuwaskiego Komitetu Obwodowego WKP(b). W 1950 był instruktorem Wydziału Organów Partyjnych, Związkowych i Komsomolskich KC WKP(b), między 1950 a 1951 II sekretarzem Komitetu Obwodowego WKP(b) w Briańsku, później (1951-1960) przewodniczącym Komitetu Wykonawczego Briańskiej Rady Obwodowej. Następnie pracował w Państwowej Komisji Planowania Rady Ministrów RFSRR jako kierownik Wydziału ds. Rad Gospodarki Narodowej Północnego Kaukazu. W latach 1963–1965 był szefem Głównego Zarządu Zaopatrzenia i Zbytu Produkcji Budowy Maszyn przy Sownarchozie RFSRR.